# Zeev Suraski
Pour les articles homonymes, voir Zeev.
Zeev Suraski (en hébreu : זאב סורסקי) est un développeur israélien, développeur du langage de programmation PHP et cofondateur de Zend Technologies.